# Greece's Next Top Model
Greece's Next Top Model là chương trình truyền hình thực tế của Hy Lạp, nằm trong chuỗi chương trình Top Model. Cả bốn giám khảo đều là người đứng đầu tìm kiếm các thí sinh. Tiền đề cơ bản của chương trình là một nhóm các thí sinh trẻ sống cùng nhau trong một ngôi nhà trong vài tuần đồng thời tham gia các thử thách khác nhau, chụp ảnh và gặp gỡ với các thành viên trong ngành công nghiệp người mẫu. Thông thường, một thí sinh có thành tích kém sẽ bị loại mỗi tuần cho đến khi thí sinh cuối cùng còn lại được tuyên bố là "Greece's Next Top Model" và nhận được hợp đồng người mẫu cùng với các giải thưởng khác.
Vào tháng 5 năm 2018, có thông báo rằng Star Channel đang đàm phán với Vicky Kaya để hồi sinh chương trình cho mùa mới. Vào tháng 6 năm 2018, có thông báo rằng mùa giải mới dự kiến công chiếu vào tháng 10 năm 2018 với Vicky Kaya trở lại không phải với tư cách host mà chỉ là giám khảo cùng với ba giám khảo mới, Dimitris Skoulos, một nhiếp ảnh gia thời trang, Angelos Bratis, một nhà thiết kế thời trang, và Iliana Papageorgiou, một người mẫu thời trang/runway. Mùa thứ đầu tiên được công chiếu vào ngày 10 tháng 9 năm 2018. Tiếp nối thành công, mùa thứ hai với cùng một giám khảo như mùa trước và cùng một công chiếu vào ngày 8 tháng 9 năm 2019. Chương trình sẽ trở lại với mùa thứ ba trên cùng một kênh vào tháng 9 năm 2020, với thay đổi trong ban giám khảo mà còn ở format. Genevieve Majari sẽ thay thế Papageorgiou làm giám khảo mới. Vào ngày 15 tháng 4 năm 2021, Star Channel thông báo rằng sau 3 mùa, Vicky Kaya sẽ không trở lại trong mùa thứ tư. Vào ngày 19 tháng 5 năm 2021, có thông báo rằng người mẫu Ismini Papavlasopoulou, là giám khảo mới trong mùa thứ tư, thay thế Kaya.
Mỗi mùa 1–2 và 5 bao gồm 18–24 thí sinh nữ. Từ mùa 3–4, chương trình có cả thí sinh nữ và nam.

## Các mùa
| Mùa | Ngày phát sóng      | Quán quân                            | Á quân              | Các thí sinh khác theo thứ tự bị loại | Tổng số thí sinh | Điểm đến quốc tế |
| --- | ------------------- | ------------------------------------ | ------------------- | --- | ---------------- | ---------------- |
| 1   | 10 tháng 9 năm 2018 | Eirini Kazaryan                      | Evelina Skitsko     | Angelina Georgiou (bỏ cuộc), Gina Chaniotaki & Vasiliki Karra, Sofia Zachariadou, Ioanna Desylla, Katerina Visseri, Marianna Mandesi, Garifallia Kalioni (bỏ cuộc), Elena Kalliontzi, Meggi Ndrio, Rozana Koutsoukou, Eirini Sterianou, Ioanna Sarri, Christianna Skoura, Xanthi Tzerefou (bỏ cuộc), Agapi Olagbegi, Mikaela Fotiadis, Anna Tsakouridou, Elda Laska & Eirini Ermidou, Evi Ioannidou, Anna Amanatidou, Marianna Painesi                                                 | 25               | Không có         |
| 2   | 8 tháng 9 năm 2019  | Anna Maria Iliadou & Katia Tarabanko | Keisi Miziou        | Katerina Peftitsi, Argyro Maglari, Silia Evangelou, Lydia Katsanikaki, Ioanna Kyritsi, Gloria Tomaas, Nina Tzivanidou, Martina Khafichuk (bỏ cuộc), Olga Kalogirou, Souzana Kuol, Spyroula Kaizer, Marina Grigoriou, Emmanouela Maina, Asimina Charitou, Eleftheria Karnava, Konstantina Florou & Popi Galetsa, Ilda Kroni, Anna Hatzi, Hara Pappa, Maria Michalopoulou | 24               | Milan            |
| 3   | 7 tháng 9 năm 2020  | Iraklis Tsuzinov                     | Paraskevi Kerasioti | Chrysa Kavraki, Alexandra Exarchopoulou, Panagiotis Petsas, Irida Papoutsi, Eirini Mitrakou, Konstantinos Tsentolini, Theodora Rachel, Panagiotis Antonopoulos, Sifis Farantakis, Marinela Zyla, Emmanuel Elozieuwa, Dimosthenis Tzoumanis, Liia Chuzhdan, Xenia Motskalidou, Mariagapi Xypolia, Edward Stergiou, Emiliano Markou, Andreas Athanasopoulos | 20               | Không có         |
| 4   | 12 tháng 9 năm 2021 | Kyvéli Chatziefstratiou              | Olga Ntalla         | Stella Papadopoulou, Ilias Aikaterinaris, Melina Rohrens (bỏ cuộc), Raphaela Rodinou, Thodoris Tsarouchas, Vasilis Parotidis (bỏ cuộc), Anna Valtatzi, Aimilianos Klaudianos, Giannis Boutos, Ioanna Fragkoulidou, Thanos Dimitriou, Dinos Kritsis, Maria Koumara, Stylianos Florides, Napoleon-Marios Mitsis, Agapi Brooks, Ageos Pothitos, Eirini Lebesi, Konstantinos Tsagkaris | 21               | Không có         |
| 5   | 19 tháng 9 năm 2022 | Aléksia Trajko                       | Marita Kathitzioti  | Anna Venetsaki (bỏ cuộc), Katerina Kara, Nagia Kontostergiou, Evelina Petrougaki (bỏ cuộc), Efi Bandi (bỏ cuộc), Elena Lysandrou, Alexia Kouvela (bỏ cuộc), Nikol Tsoulos (bỏ cuộc), Julia Iligenko, Dorela Geka, Yeva Bondarénko, Despoina Sarri, Zoe Ioannidou, Maria Costa, Eirini Andoniou, Grigoriana Plyta, Georgianna Ioakeimidou, Rafaela Charalambous, Katya Kizima, Mikaela Novak-Marli, Myria Kyriakidou, Mara Marli, Coty Gougousi-Camacho (bỏ cuộc), Victoria Muroforidou | 26               | Rome             |
| 6   | 2025                |                                      |                     | |                  |                  |